# Polarsternium rugellosum
Polarsternium rugellosum är en ringmaskart som beskrevs av Smirnov 1999. Polarsternium rugellosum ingår i släktet Polarsternium och familjen skäggmaskar.
Artens utbredningsområde är Norra Ishavet. Inga underarter finns listade i Catalogue of Life.